# Robin McLeavy
Robin McLeavy (* 19. Juni 1981 in Sydney, New South Wales) ist eine australische Schauspielerin. Bekanntheit erlangte sie vor allem durch die Rolle der Eva aus der Serie Hell on Wheels.

## Leben und Karriere
Robin McLeavy stammt aus der Metropole Sydney und ist Absolventin des National Institute of Dramatic Art, welches sie 2004 abschloss.  Ihr Schauspieldebüt vor der Kamera gab sie 2005 mit einem Gastauftritt in der Serie Last Man Standing. 2006 spielte sie eine zentrale Rolle in der australischen Filmkomödie 48 Shades. Mit ihrem Auftritt als Lola Stone 2009 im Horrorfilm The Loved Ones – Pretty in Blood konnte sie ihre Bekanntheit steigern. Der Film wurde unter anderem auf dem Toronto International Film Festival gezeigt. Für ihre Darstellung wurde sie für einen Fangoria Chainsaw Award als Beste Hauptdarstellerin nominiert. 
2010 stand sie für eine Inszenierung des Klassikers Endstation Sehnsucht der Sydney Theatre Company in der Rolle der Stella Kowalski neben den Schauspielgrößen Cate Blanchett und Joel Edgerton auf der Bühne. Nach der Premiere tourten sie weiter durch die Vereinigten Staaten, unter anderem in New Yokr City und Washington D.C. McLeavy selbst wurde dafür mit dem Helen Hayes Award ausgezeichnet. 2011 wurde sie mit Beginn der zweiten Staffel in der Serie Hell on Wheels als Eva in einer der Hauptrollen besetzt. Die Rolle spielte sie bis zum Serienfinale 2016 nach der fünften Staffel. Sie wurde durch die real existierende Person Olive Oatman inspiriert. 2012 war sie als Nancy Lincoln im Vampir-Actionfilm Abraham Lincoln Vampirjäger zu sehen. Anschließend stand sie 2013 für die Inszenierung der Komödie Maß für Maß von William Shakespeare auf der Bühne in Sydney.
2015 war sie im Mystery-Thriller Backtrack zu sehnen. 2019 trat sie in einer Nebenrolle in der Netflix-Serie Wu Assassins auf.

## Filmografie (Auswahl)
- 2005: Last Man Standing (Fernsehserie, Episode 1x15)
- 2006: 48 Shades
- 2009: The Loved Ones – Pretty in Blood (The Loved Ones)
- 2009: All Saints (Fernsehserie, Episode 12x31)
- 2011: Roman's Ark (Kurzfilm)
- 2011–2016: Hell on Wheels (Fernsehserie, 50 Episoden)
- 2012: Abraham Lincoln Vampirjäger (Abraham Lincoln: Vampire Hunter)
- 2013: The Elegant Gentleman's Guide to Knife Fighting (Miniserie, 6 Episoden)
- 2014: Super Fun Night (Fernsehserie, Episode 1x14)
- 2015: Blinky Bill – Das Meer des weißen Drachen (Blinky Bill the Movie, Stimme)
- 2015: Backtrack
- 2019: Wu Assassins (Fernsehserie, 3 Episoden)
- 2020: Homeland (Fernsehserie, 2 Episoden)